# Армсторф
Армсторф (њем. Armstorf) општина је у њемачкој савезној држави Доња Саксонија. Једно је од 57 општинских средишта округа Куксхафен. Према процјени из 2010. у општини је живјело 644 становника. Посједује регионалну шифру (AGS) 3352002.

## Географски и демографски подаци
Армсторф се налази у савезној држави Доња Саксонија у округу Куксхафен. Општина се налази на надморској висини од 20 метара. Површина општине износи 39,8 km². У самом мјесту је, према процјени из 2010. године, живјело 644 становника. Просјечна густина становништва износи 16 становника/km².

## Међународна сарадња
| Мјесто       | Држава | Врста сарадње | Од    |
| ------------ | ------ | ------------- | ----- |
| Владиславово | Пољска | партнерство   | 1992. |
| Извор        |        |               |       |